# Lust for Life (album, Lana Del Rey)
Lust for Life je páté studiové album americké zpěvačky Lany Del Rey, které bylo vydáno 21. července 2017. První singl "Love" byl vydán 18. února 2017 a název alba byl potvrzen 29. března 2017 spolu s oficiální upoutávkou, která byla zveřejněna na jejím VEVO kanálu. Titulní píseň, na které se objevil kanadský zpěvák The Weeknd, byla vydána 19. dubna jako druhý singl. Na albu také hostují A$AP Rocky, Stevie Nicks, Sean Lennon a Playboi Carti.

## Pozadí tvorby a vydání
Lana Del Rey se poprvé rozpovídala o svém dalším albu při rozhovoru s NME Magazine v prosinci 2015. Na otázku, jakým směrem se chce s novým albem vydat, odpověděla: "Mám nějakou představu, co bych chtěla udělat. Má nahrávací společnost, Interscope, je dost flexibilní a otevřená, co se vydávání mých alb týče, takže nemám žádný nátlak. Jsem prostě šťastná, že můžu dělat hudbu, za kterou si můžu stát. To mi stačí." Během února 2016 na Clive Davis Pre-Grammy Gala řekla Billboard magazínu, že její nadcházející nahrávka se bude ubírat jiným směrem než Honeymoon, ale zachová si stejnou estetiku.
Oficiální název alba byl oznámen 29. března 2017, kdy Del Rey zveřejnila upoutávku k albu. Přebal alba zveřejnila na sociálních sítích 11. dubna 2017. V rozhovoru s Courtney Love pro Dazed Digital, Del Rey potvrdila spolupráci s The Weeknd na titulní skladbě "Lust for Life", a spolupráci se Seanem Lennonem nazvanou "Tomorrow Never Came". Zmínila se, že na titulní písni pracovala i s Maxem Martinem a byla inspirována zvukem skupiny The Shangri-Las. Byla potvrzena i spolupráce se Stevie Nicks pojmenovaná "Beautiful People Beautiful Problems". Album bylo vydáno 21. července 2017.

## Kompozice
Lust for Life obsahuje opakující se trapové beaty, klasické rockové náměty a zpěv Del Rey je ovlivněn hip-hopem.

## Propagace

### Singly
Během ledna 2017, pilotní singl z alba "Love" byl zaregistrován na Harry Fox Agency pod alternativním názvem "Young & In Love". Fanoušci začali spekulovat, že se tahle píseň objeví na novém albu. 17. února 2017 se po Los Angeles objevily propagační plakáty pro hudební video "Love" režírované Richem Lee. Později toho dne píseň unikla na internet, což donutilo Del Rey, aby píseň vydala dříve, než bylo plánováno. Píseň byla oficiálně vydána 18. února a videoklip k ní 20. února. "Love" debutovala na 44. místě v žebříčku Billboard Hot 100 a na 2. místě v Hot Rock Songs. 19. dubna proběhla na BBC Radio 1 premiéra druhého singlu "Lust for Life", na které se objevil The Weeknd.
15. května vydala Del Rey "Coachella – Woodstock in My Mind" jako první propagační singl z alba. 12. července proběhla premiéra druhého propagačního singlu "Summer Bummer" na které hostovali A$AP Rocky a Playboi Carti, a třetího propagačního singlu "Groupie Love" opět s A$AP.

### Vystoupení
18. července 2017 oznámila Del Rey přes sociální sítě, že vystoupí 24. července na exkluzivním koncertě v Brixton Academy v Londýně.

## Ohlasy kritiků
Metacritic, které přiřazuje normalizované hodnocení ze 100 recenzí dalo albu skóre 84 založené na 5 recenzích, což znamená "univerzální uznání". Neil McCormick z The Daily Telegraph vychválilo album jako "přivítání zpět k hip hopu, který byl slyšet na jejím debutovém albu Born To Die z roku 2012". Jon Parales z The New York Times napsal příznivou recenzi, ve které říká, že "Lust for Life [...] za sebou ve vzácných momentech mrknutím oka nechává mrzuté ukolébavky, které Del Rey dříve tvořila." Ve velmi pozitivní recenzi GQ Magazínu, Kevin Long napsal "Stejně jako Melodrama od Lorde, Lust For Life je dokonalý umělecký kousek, protilék na banální melodie, které válcují hitparády, a jedno z nejlepších alb tohoto roku." Billboard jmenoval Lust for Life jejich albem týdne, "V popové hře roku 2017 plné žízně, nestálých trendů a zklamání, Lana Del Rey získala pozoruhodnou, jedinečnou konzistenci." Roison O'Connor napsal pro The Independent, že "Lust For Life je spíše zpracování jejích oblíbených témat než jen jejich opakování, v podstatě je to její nejrozsáhlejší album do dnešního dne," zakončil to poznámkou, že "Del Rey je mnohem sebevědomější než byla na svých předchozích albech." El Hunt z DIY napsal, že Lust for Life je "nahrávka, které je připravena být skutečně zranitelnou, a tím je ještě více působivá."

## Seznam skladeb
| Pořadí | Název                                                        | Autor | Producent(i)                                      | Délka |
| ------ | ------------------------------------------------------------ | --- | ------------------------------------------------- | ----- |
| 1.     | Love                                                         | Lana Del Rey Rick Nowels Benjamin Levin Emile Haynie                                                      | Del Rey Nowels Haynie Benny Blanco Kieron Menzies | 4:32  |
| 2.     | Lust for Life (featuring The Weeknd)                         | Del Rey Nowels Abel Tesfaye Max Martin                                                                    | Del Rey Nowels Menzies Dean Reid Martin           | 4:24  |
| 3.     | 13 Beaches                                                   | Del Rey Nowels                                                                                            | Del Rey Nowels Menzies Reid Mighty Mike           | 4:55  |
| 4.     | Cherry                                                       | Del Rey Tim Larcombe                                                                                      | Del Rey Nowels Larcombe Reid Menzies              | 3:00  |
| 5.     | White Mustang                                                | Del Rey Nowels                                                                                            | Del Rey Nowels Menzies Reid                       | 2:44  |
| 6.     | Summer Bummer (featuring ASAP Rocky and Playboi Carti)       | Del Rey Matthew Samuels Rakim Mayers Jordan Carter Tyler Williams Jahaan Sweet Andrew Joseph Gradwohl Jr. | Boi-1da Sweet Nowels                              | 4:20  |
| 7.     | Groupie Love (featuring ASAP Rocky)                          | Del Rey Nowels Mayers                                                                                     | Del Rey Nowels Menzies Reid                       | 4:24  |
| 8.     | In My Feelings                                               | Del Rey Nowels                                                                                            | Del Rey Nowels Menzies Reid                       | 3:58  |
| 9.     | Coachella – Woodstock in My Mind                             | Del Rey Nowels                                                                                            | Del Rey Nowels Menzies Reid                       | 4:18  |
| 10.    | God Bless America – And All the Beautiful Women in It        | Del Rey Nowels                                                                                            | Nowels Menzies Reid Metro Boomin Del Rey          | 4:36  |
| 11.    | When the World Was at War We Kept Dancing                    | Del Rey Nowels Reid                                                                                       | Del Rey Nowels Menzies Reid                       | 4:35  |
| 12.    | Beautiful People Beautiful Problems (featuring Stevie Nicks) | Del Rey Nowels Justin Parker Stevie Nicks                                                                 | Del Rey Nowels Menzies Reid                       | 4:13  |
| 13.    | Tomorrow Never Came (featuring Sean Ono Lennon)              | Del Rey Sean Ono Lennon Nowels                                                                            | Del Rey Nowels Ono Lennon                         | 5:07  |
| 14.    | Heroin                                                       | Del Rey Nowels                                                                                            | Del Rey Nowels Menzies Reid Mighty Mike           | 5:55  |
| 15.    | Change                                                       | Del Rey Nowels                                                                                            | Del Rey Nowels Menzies                            | 5:21  |
| 16.    | Get Free                                                     | Del Rey Nowels Menzies                                                                                    | Del Rey Nowels Menzies Reid                       | 5:34  |